# Doença dos legionários
Doença dos legionários ou legionelose é uma forma de pneumonia atípica causada por qualquer tipo de bactérias do género Legionella. Os sinais e sintomas incluem tosse, falta de ar, febre elevada, dores musculares e dores de cabeça. Em alguns casos verificam-se náuseas, vómitos e diarreia. Os sintomas geralmente manifestam-se de dois a dez dias após a exposição.
A bactéria está naturalmente presente na água doce e pode contaminar tanques de água quente, banheiras e sistemas de arrefecimento de aparelhos de ar condicionado de grande dimensão. A doença é geralmente contraída ao inalar gotículas de águas contaminadas com a bactéria. Pode também ser contraída ao aspirar água contaminada para os pulmões. Geralmente não é transmitida diretamente entre pessoas e a maior parte das pessoas expostas não chega a ser infetada. Entre os fatores de risco para a infeção estão a idade avançada e um historial de tabagismo, doença pulmonar obstrutiva crónica ou imunossupressão. A realização de exames é recomendada para pessoas com pneumonia grave e que tenham viajado recentemente. O diagnóstico é feito com a realização de um exame de antígenos urinário e recolha de uma cultura de muco.
Não existe vacina. A prevenção depende da correta manutenção das redes de abastecimento de água. O tratamento é feito com antibióticos. Entre os recomendados estão as fluoroquinolonas, azitromicina ou doxiciclina. Em muitos casos é necessária hospitalização. Cerca de 10% das pessoas infetadas morrem.
Desconhece-se o número de casos à escala global. Estima-se que a doença do legionário seja a causa de 2 a 9% dos casos de pneumonia em determinada comunidade. Os surtos da doença são responsáveis apenas por uma minoria dos casos. Embora possa ocorrer em qualquer época do ano, a doença é mais comum durante o verão e outono. O nome da doença tem origem no primeiro surto em que foi identificada, ocorrido na American Legion convention in Philadelphia em 1976.

## Sinais e sintomas

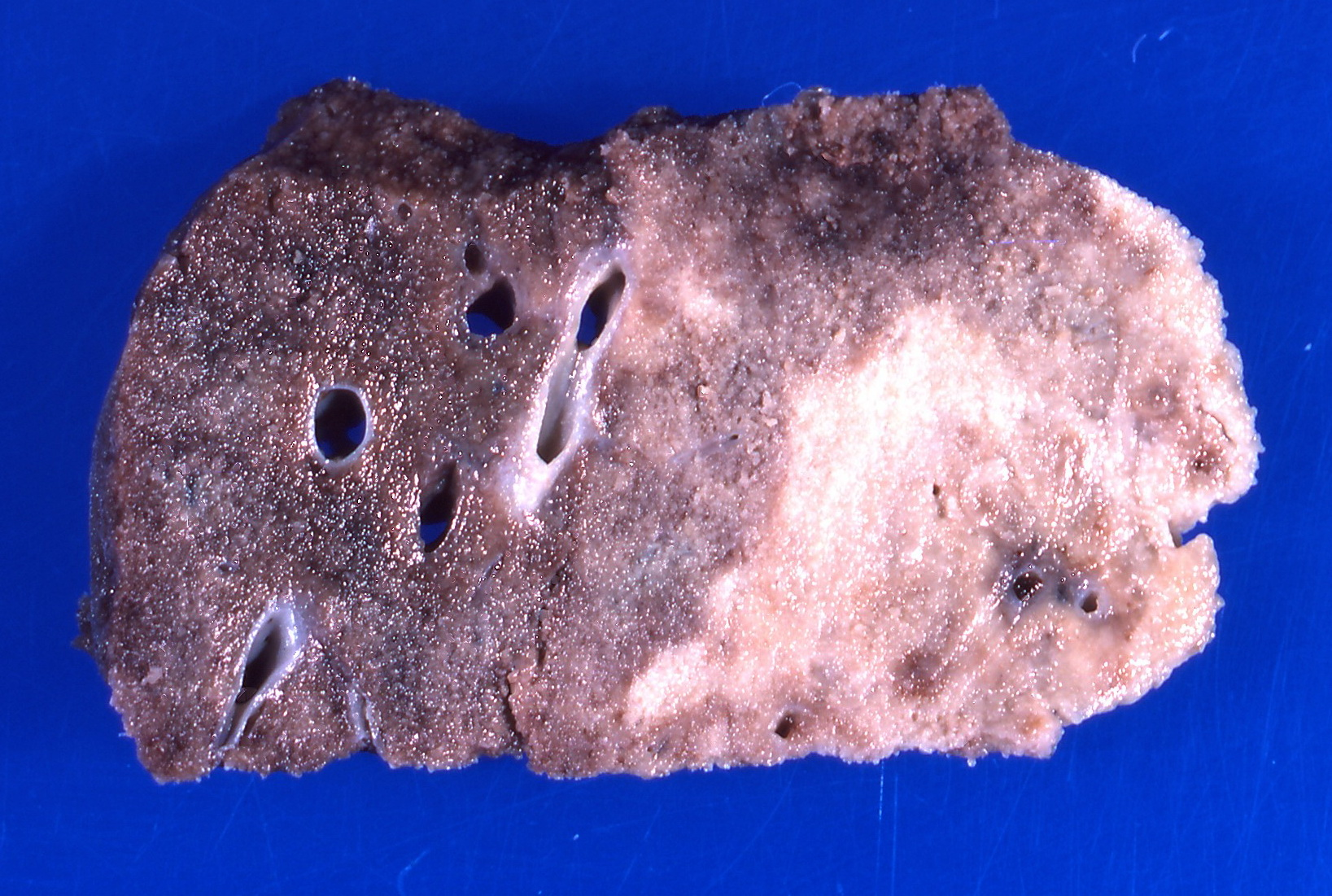
Tecido pulmonar com colônias de legionella

A incubação é de dois a dez dias, após o que surge pneumonia multifocal necrotizante com formação de pequenos abcessos e podem aparecer sintomas como:
- Febre;
- Tremores;
- Tosse seca;
- Dor muscular.

Depois de alguns dias novos sintomas incluem:
- Dor no peito;
- Náusea e vómito;
- Dor muscular;
- Respiração acelerada.

Complicações possíveis incluem e tem mortalidade de cerca de 10% em pacientes com boa imunidade e de 80% em pacientes com imunidade baixa:
- Insuficiência respiratória;
- Insuficiência renal;
- Bacteremia;
- Estado alterado de consciência;
- Desidratação;
- Coma.

### Transmissão
Por inalação de vapor de água ou poeira contendo Legionella, as bactérias são levadas diretamente para os alvéolos pulmonares. Fontes de vapor incluem chuveiros, saunas, névoa, humidificadores e ar condicionado. Contrariamente ao que se pensava até à data, um estudo recentemente publicado na revista New England Journal of Medicine veio revelar a possibilidade de transmissão pessoa-a-pessoa da doença dos Legionários. Endemias geralmente estão associadas a uma fonte de água comunitária infectada.

### Febre de Pontiac
A Febre de Pontiac é uma infecção rara por Legionella, tipo gripe não pneumônica, caracterizada por sintomas como febre, tremores, mal-estar e dores de cabeça e musculares mas sem complicações. A inalação de água contaminada com muitos tipos diferentes de bactérias, incluindo espécies de Legionella, produz a doença. Seu período de incubação varia de 12 a 36 horas , ou seja, é muito curto para permitir a infecção e multiplicação bacteriana. É provável que toxinas bacterianas ou fúngicas presentes na água produzam esta doença. Outra hipótese é uma resposta imune a um ou mais dos múltiplos organismos encontrados na água.

## Epidemiologia
Um terço das pneumonias graves são legioneloses, havendo cerca de 1 caso em cada 20 000 pessoas por ano nos países desenvolvidos. Os doentes geralmente são fumantes, diabéticos, alcoolistas, pessoas com sistema imune debilitado ou com problemas cardíacos e especialmente idosos. É encontrada em todo o mundo, mas apenas 10 a 20% são diagnosticados como legionelose. A maioria é tratada apenas como pneumonia atípica. Estima-se que causa entre 8 000 e 18 000 casos nos EUA por ano.
O bacilo precisa de locais úmidos, e frequentemente os focos de infecção são localizados a uma colônia num aparelho de ar condicionado, torre de água, tanque de água fria ou quente. A colonização dos aparelhos pode ser evitada pela sua limpeza regular. A mortalidade é ainda superior a 20%, mesmo com tratamento. Os tratamentos antibióticos atuais de primeira escolha são as quinolonas respiratórias (levofloxacina, moxifloxacina, gemifloxacino) ou macrolídeos mais recentes (azitromicina, claritromicina, roxitromicina). As tetraciclinas são prescritas para crianças acima de 12 anos de idade e quinolonas para os maiores de 18 anos. Rifampicina pode ser usado em combinação com uma quinolona ou macrolídeo, mas o Infectious Diseases Society of America não recomenda seu uso, pois parece não ser eficiente. Tetraciclinas e eritromicina são recomendados porque eles têm uma excelente penetração intracelular em células infectadas por Legionella.

## História
Foi descoberta apenas em 1976, quando vários casos de pneumonia atípica de causa desconhecida foram detetados em idosos que tinham atendido a uma conferência de legionários (veteranos de guerra), em Filadélfia, EUA. Apesar do descobrimento tardio, a Legionelose não é rara. Já ocorreram várias pequenas epidemias na Europa e América do Norte.
Em novembro de 2014 e 2017 ocorreu um surto de legionella em Portugal.